# Elias David Häusser
Elias David Häusser (25 de junio de 1687 - 16 de marzo de 1745) fue un arquitecto germano-danés de estilo barroco y rococó, estilos que introdujo en Dinamarca. Es conocido por diseñar el primer palacio de Christiansborg, que fue casi completamente destruido en un incendio en 1794. 

## Biografía
Häusser nació en Erfurt y fue educado como maestro de construcción militar en Sajonia (Polonia). En 1711 ingresó en el servicio militar danés. Como oficial de las tropas de ingeniería, fue encargado de varios proyectos en Copenhague, incluyendo la Guardia Central Kongens Nytorv y la casa del comandante y prisión de Kastellet.
En la primera década de 1730, el rey Cristián VI de Dinamarca le encargó como maestro constructor de un nuevo gran castillo, el Palacio de Christiansborg, en el sitio del antiguo castillo de Copenhague, que había sido derribado en 1731. Abandonó el proyecto en 1742, unos años antes de que fuese completado, al asumir la posición de comandante en Nyborg en la isla danesa de Fionia. Murió en 1745.

## Obras
- Copenhagen Stocks House, Copenhague (1722, demolida en 1929)
- Guardia Central en Kongens Nytorv, Copenhague (1724)
- Casa del Comandante en Kastellet, Copenhague (1725)
- Prison de Kastellet, Copenhague
- Primer Palacio de Christiansborg, Copenhague (1733-45, parcialmente quemado en 1794)